# جون فيريولس
جون فيريولس (بالتاغالوغية: Hubert John Ferriols)‏ مواليد 9 سبتمبر 1974 في دافاو، الفلبين، هو لاعب كرة سلة فلبيني سابق. بدأ مسيرته الاحترافية في سنة 1998. لعب في الرابطة الفلبينية لكرة السلة. يبلغ طوله 6 قدم 4 بوصة (1.9 م). مثّل منتخب بلاده.

## المسيرة الاحترافية
لعب مع باراكو بول إنرجي من سنة 2003 إلى 2006، ثم لعب مع تي إن تي كاتروبا في سنة 2006، ثم لعب مع ألاسكا أيسز من سنة 2006 إلى 2010، ثم لعب مع بارانجي جينبرا سان ميغيل في سنة 2010، ثم لعب مع ستار هوتشوتز في موسم 2011–2012، ثم لعب مع تي إن تي كاتروبا من سنة 2012 إلى 2014، ثم لعب مع ميرالكو بولتز من سنة 2014 إلى 2017.